# Васил Хубчев
Васил Пенев Хубчев е български политик от БКП.

## Биография
Роден е на 22.03.1932 г. в село Бахреци. През 1957 г. завършва ВМЕИ София, специалност "Автоматизация на производството". От 1957 до 1962 г. работи като инженер и началник на цех в ДСО „Редки метали“ - Бухово. От 1962  до 1970 г. работи последователно като научен сътрудник, старши научен сътрудник и заместник-директор на Централния научноизследователски институт по комплексна автоматизация (ЦНИКА). От 1970 до 1973 г. е секретар по промишлеността на Кирковския районен комитет на БКП. От 1973 г. до 1974 г. е директор на ЦНИКА. От 1975 г. до 1977 г. работи като заместник-завеждащ и първи заместник-завеждащ отдел „Промишленост и транспорт“ при ЦК на БКП. Между 1977 и 1978 г. е първи заместник-министър на машиностроенето. След това от 1978 до 1981 г. е министър на електрониката и електротехниката. От 1981 до 1982 г. е първи заместник-министър на машиностроенето и електрониката с ранг на министър. От 1981 до 1986 г. е народен представител. В периода 1981 – 1986 г. е член на ЦК на БКП. Бил е  посланик на България в КНДР (1982 – 1987) и съветник в министерството на външноикономическите връзки  (1988-1990). През 1990 г. се пенсионира. Почива на 3.06.2005 г.
Носител е на орден "Народна република България" - първа степен, "Народен орден на труда" - втора степен и други отличия.